# Instorting van de Sampoong Department Store

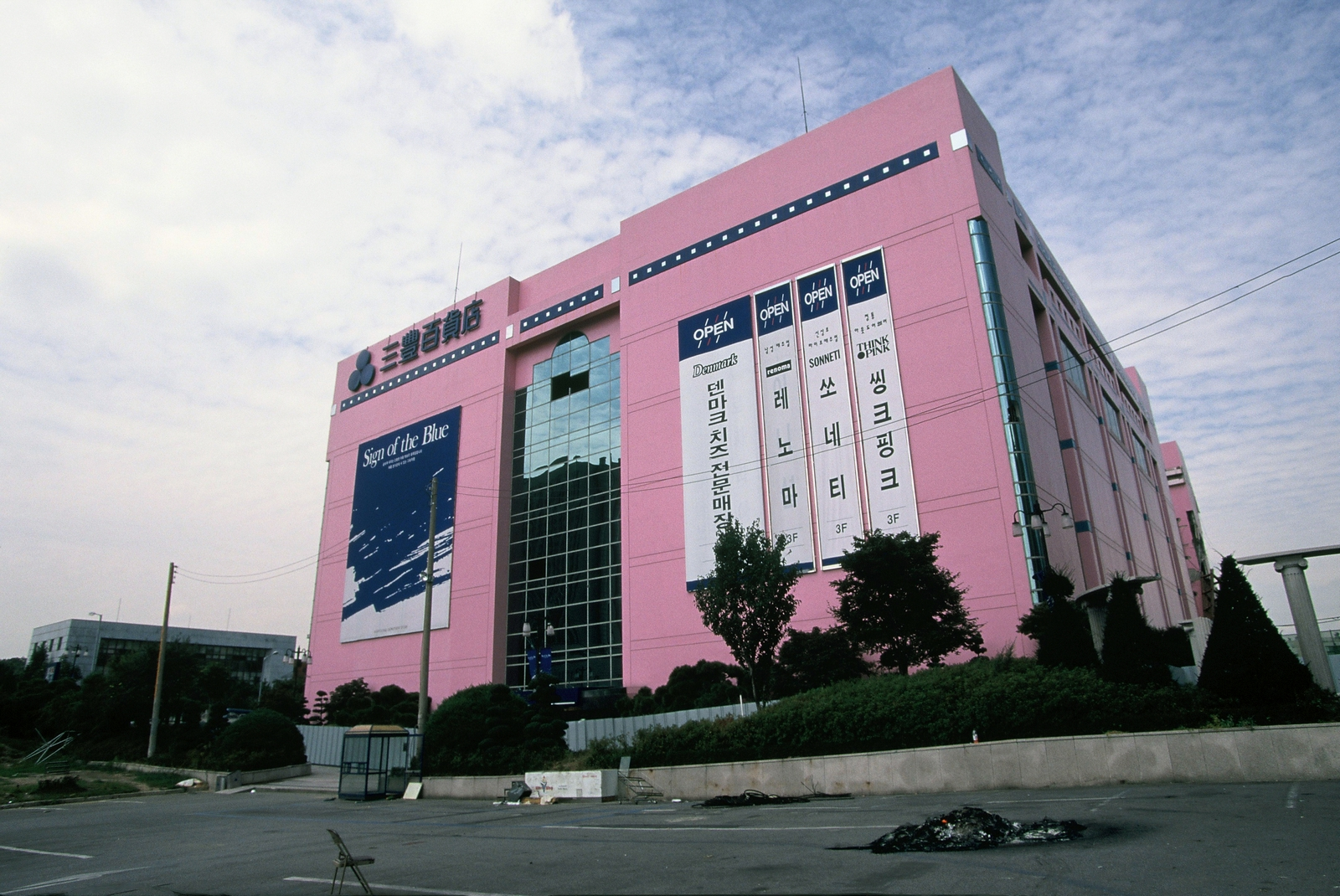
Gebouw voor de ramp

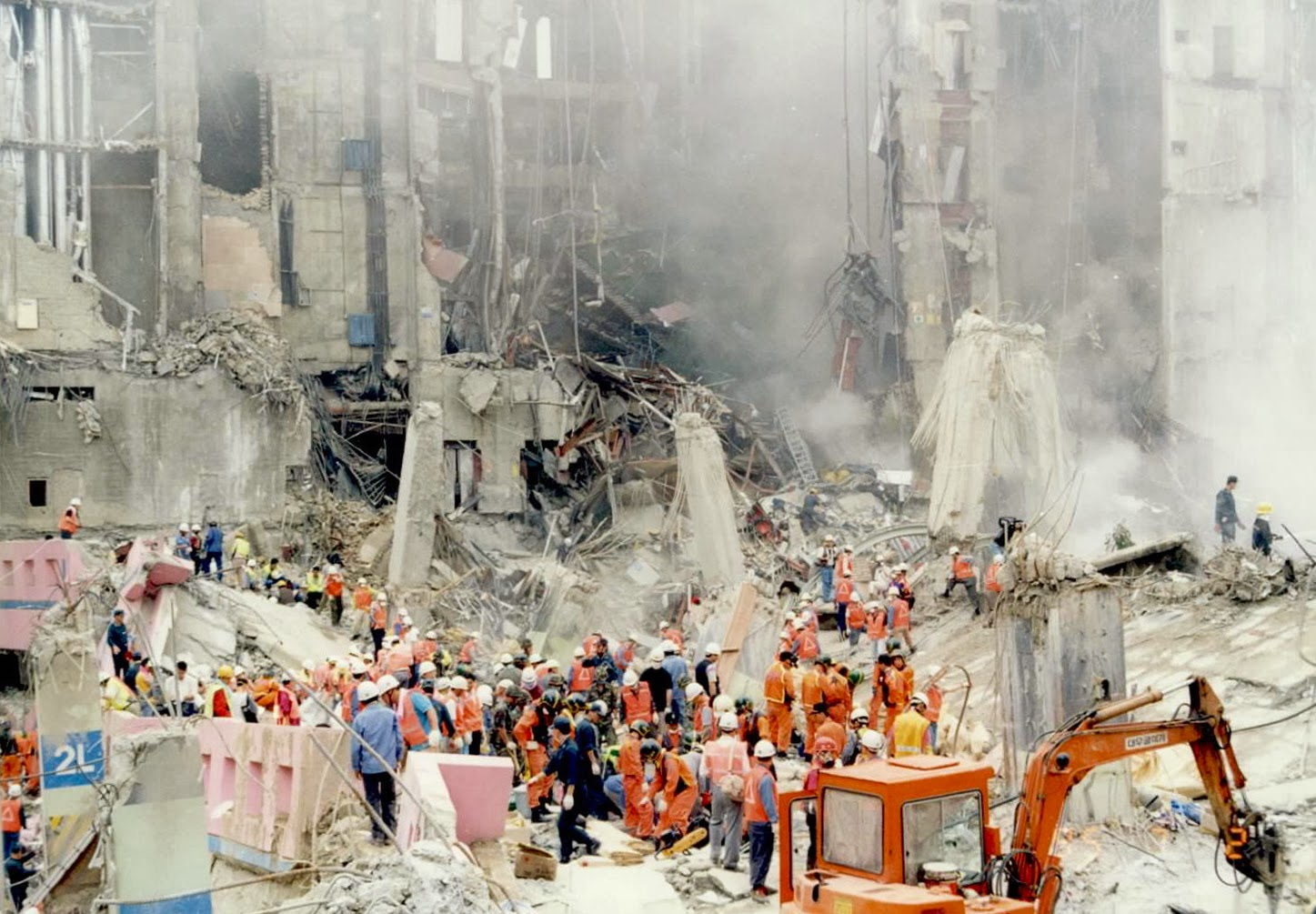

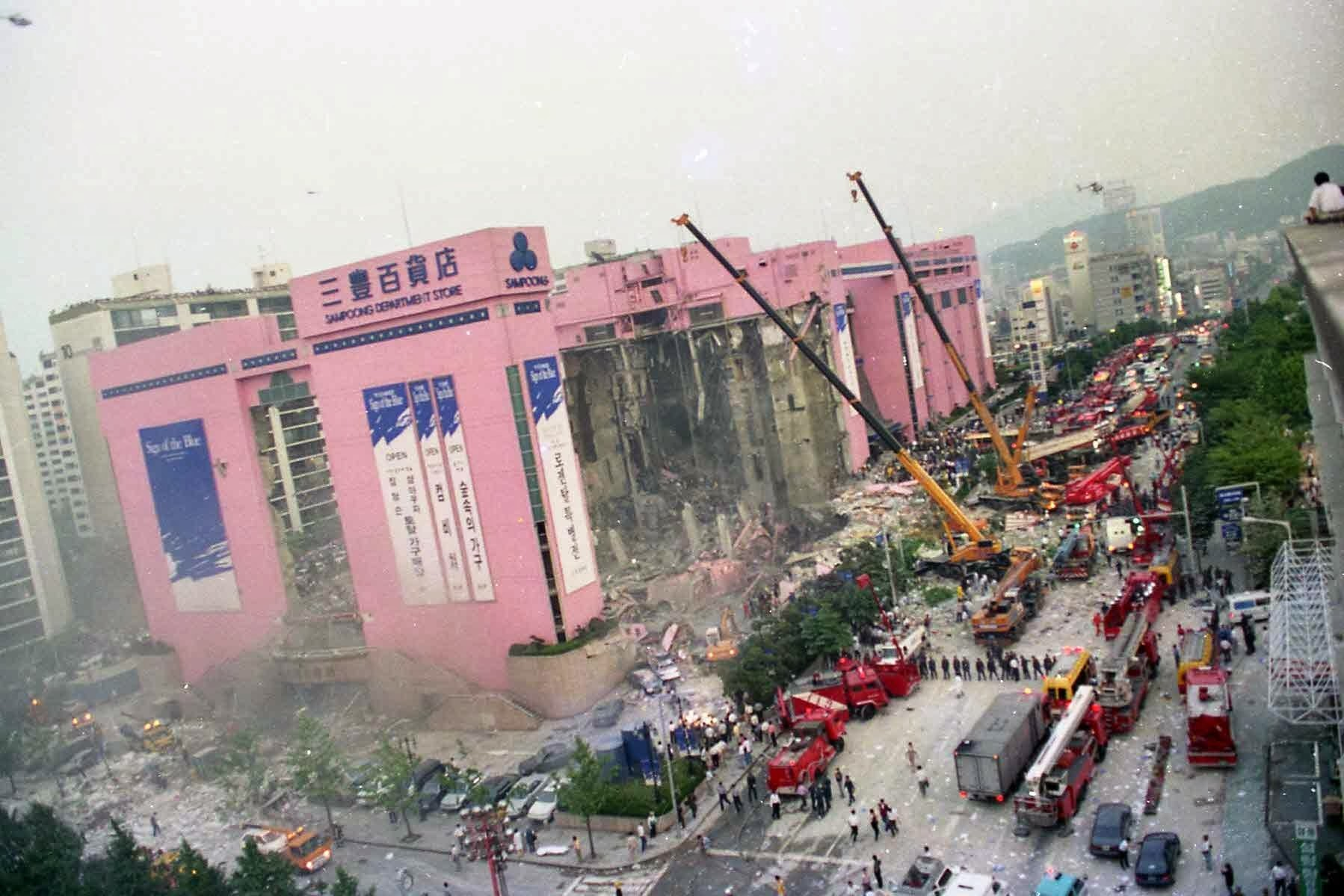

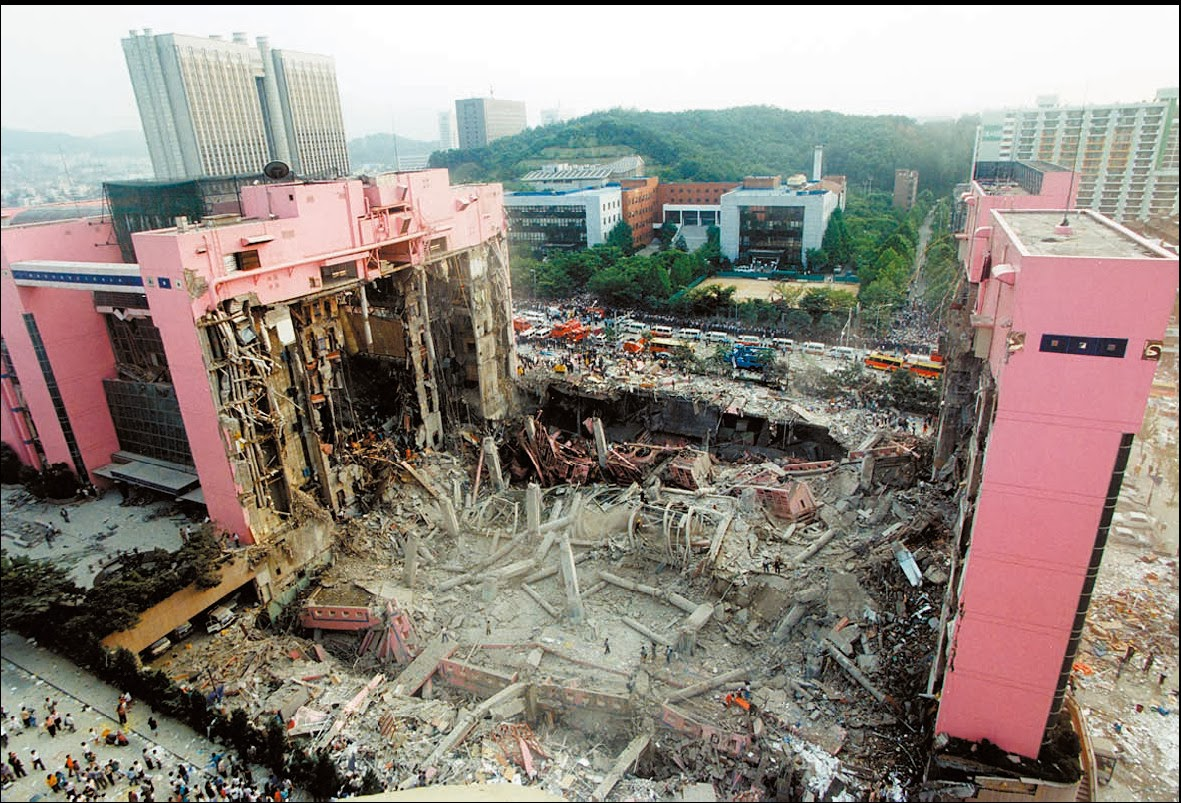

De instorting van het Sampoong Warenhuis was een structurele fout die plaatsvond op 29 juni 1995 in het Seochu-gu district in Seoel, Zuid-Korea. De instorting is de grootste ramp in de Zuid-Koreaanse geschiedenis: 502 mensen kwamen om het leven en 937 raakten gewond.

## Bouw
De Sampoong Group begon in 1987 met de bouw van de Sampoong Department Store. Het was oorspronkelijk ontworpen als een kantoorgebouw met vier verdiepingen, maar Lee Joon, de toekomstige eigenaar van het gebouw, liet er tijdens de bouw een warenhuis van maken. Voor de installatie van roltrappen was het noodzakelijk enkele steunpilaren te verwijderen. Toen de aannemer, Woosung Construction, dit weigerde uit te voeren, omdat hij het onverantwoord vond, ontsloeg Joon hem en nam hij zijn eigen bouwbedrijf aan om het warenhuis te bouwen.
Het gebouw was in 1989 klaar en de Sampoong Department Store opende op 7 juli 1990 voor het publiek. In de vijf jaar dat het warenhuis in bedrijf was, werd het dagelijks door 40.000 mensen bezocht. Het gebouw bestond uit een noord- en een zuidvleugel die werden verbonden door een 
atrium.

## Vijfde verdieping en de airconditioning
Later werd er een vijfde verdieping aan het warenhuis toegevoegd waar een ijsbaan en een restaurant zouden worden gevestigd. De vloer van dit restaurant werd verwarmd door buizen waar heet water door stroomde. Dit zorgde voor een extra gewicht omdat de betonnen vloer dikker gemaakt moest worden, zodat de buizen erin konden worden gelegd. Bovendien werd het apparaat van de airconditioning op het dak geplaatst. Met een gewicht van 45 ton werd het toegestane maximum met een factor vier overschreden.
Omdat omwonenden klaagden over geluidsoverlast die het apparaat van de airconditioning veroorzaakte, werd het verplaatst van de achterkant naar de voorkant van het dak van het warenhuis. In plaats van een hijskraan te gebruiken, werd het apparaat gerold, waarbij het dak zwaar beschadigd raakte.

## Instorting
In april 1995 begonnen er scheuren te ontstaan in het plafond van de vijfde verdieping in de zuidvleugel. Het enige wat Joon in deze periode deed was het verplaatsen van de dure goederen naar de eerste verdieping.
In de ochtend van 29 juni nam het aantal scheuren drastisch toe, waardoor de leiding werd genoodzaakt de vijfde verdieping te sluiten en de airconditioning uit te zetten. Bouw- en constructiedeskundigen werden uitgenodigd om de constructie te bekijken, waarbij zij tot de conclusie kwamen dat het gebouw een groot risico had om in te storten. Het bestuur gaf hier geen gehoor aan; het gebouw werd niet gesloten en evacuaties werden niet uitgevoerd, hoewel het aantal bezoekers onwaarschijnlijk hoog was. Het warenhuis was niet van plan iets te doen waardoor het inkomsten misliep.
Rond 17.00 uur plaatselijke tijd begon de vierde verdieping te zakken, waarna medewerkers van het warenhuis niemand meer toelieten tot deze verdieping. Toen het gebouw tegen 17.50 heftig begon te kraken, werd begonnen met het evacueren van bezoekers. Tegen 18.05 begaf het dak het, en de airconditioning stortte naar beneden door de overbelaste vijfde verdieping. De hoofdpilaren, verzwakt omdat ze plaats moesten maken voor de roltrappen, stortten in en de zuidvleugel viel op de begane grond.
Bij de ramp kwamen 502 mensen om het leven en raakten er bijna 1000 gewond.
Later werden de eigenaar, zijn zoon en twaalf bouwinspecteurs veroordeeld tot gevangenisstraffen. Lee Joon kreeg 10,5 jaar gevangenisstraf en zijn zoon, Lee Han Sang, zeven jaar.
De problemen aan het gebouw waren niet uniek. Na de ramp werden inspecties gehouden in vijftig gebouwen die rond dezelfde periode waren gebouwd. De conclusie van dit onderzoek was dat slechts één gebouw voldeed aan alle veiligheidsvoorschriften, zeven gebouwen gesloopt moesten worden en de overige ingrijpende aanpassingen vereisten.